# キロテリウム (生痕化石)
キロテリウム（学名：Chirotherium ）は、三畳紀から知られる生痕化石の属。

## 名称
属名は古代ギリシャ語で「手」を表すχειρός,（cheiros）と「獣」を表すθηρίον,（therion）の組み合わせで、「手の獣」を意味する。獣を意味する名前がつけられているのは、発見当初足跡を遺した生物が哺乳類であると考えられていたためである
。
日本では属名を直訳し「手獣」と呼ばれることがある。

## 特徴

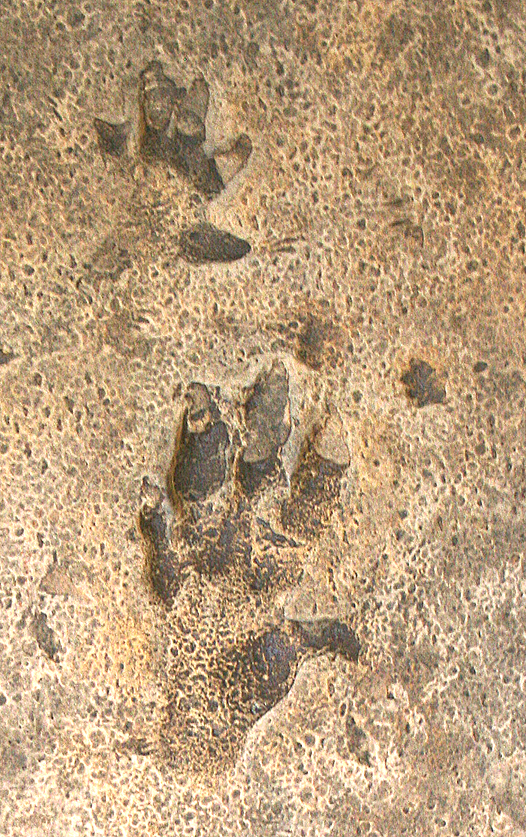
イギリスから産出したキロテリウム

足跡を残した主は偽鰐類の主竜類であったと考えられており、一般的にラウイスクス類またはプレストスクス類であるとされる。
キロテリウム属に分類される足跡は広い地域で産出しており、ドイツやイギリス 、フランス、イタリア、北米、アルゼンチン、中国、モロッコから知られる。

### 形態
前肢、後肢ともに5本指。第一指から第四指の指の先端は鉤爪となっている。第二指から第四指は第一指と第五指と比べて著しく長く、第三指が最長。第五指は鉤爪を持たず側面に張り出し、かつては親指（第一指）と解釈された。

## 歴史

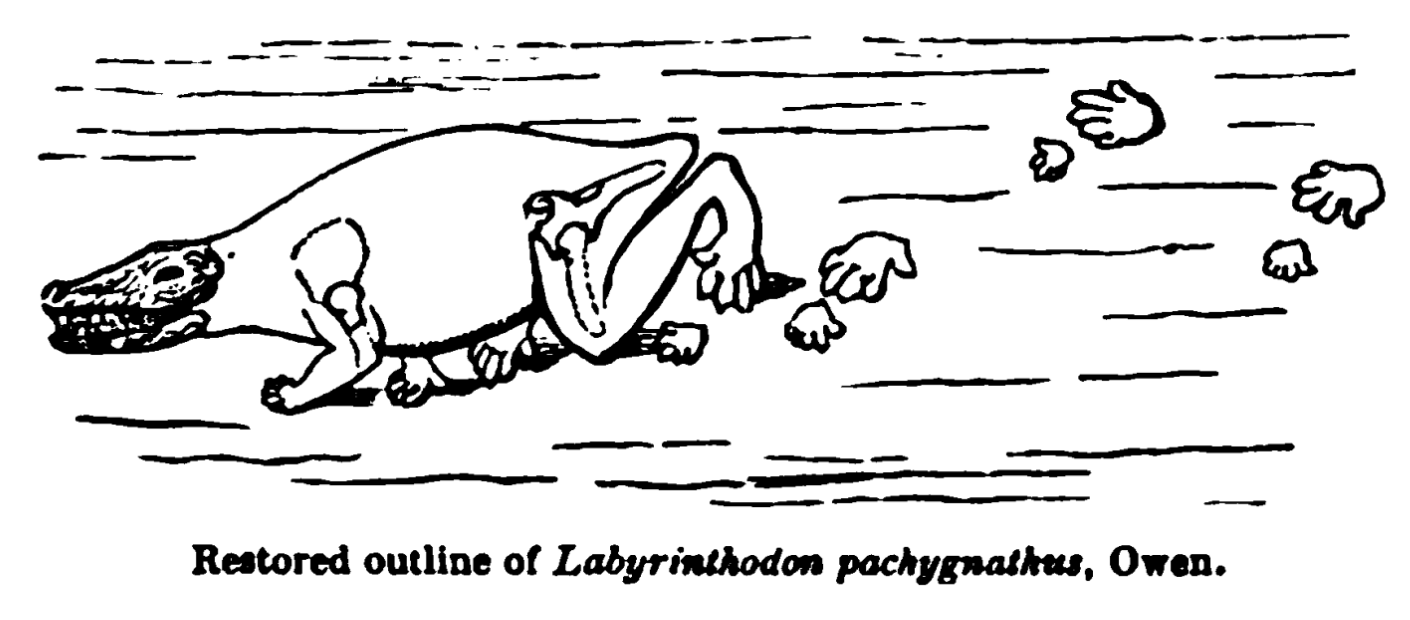
迷歯類として描かれたキロテリウムの復元

発見当初、足跡を遺した生物は足を交差させて歩く熊や類人猿、または有袋類であると誤認された。
また、リチャード・オーウェンは1842年、迷歯類の両生類によって作られたと主張した。
キロテリウムが科学的に知られるようになってから80年後の1914年、イギリスのワトソンが消去法的に“槽歯類”（＝初期の主竜類）である可能性を指摘した 。

## ギャラリー

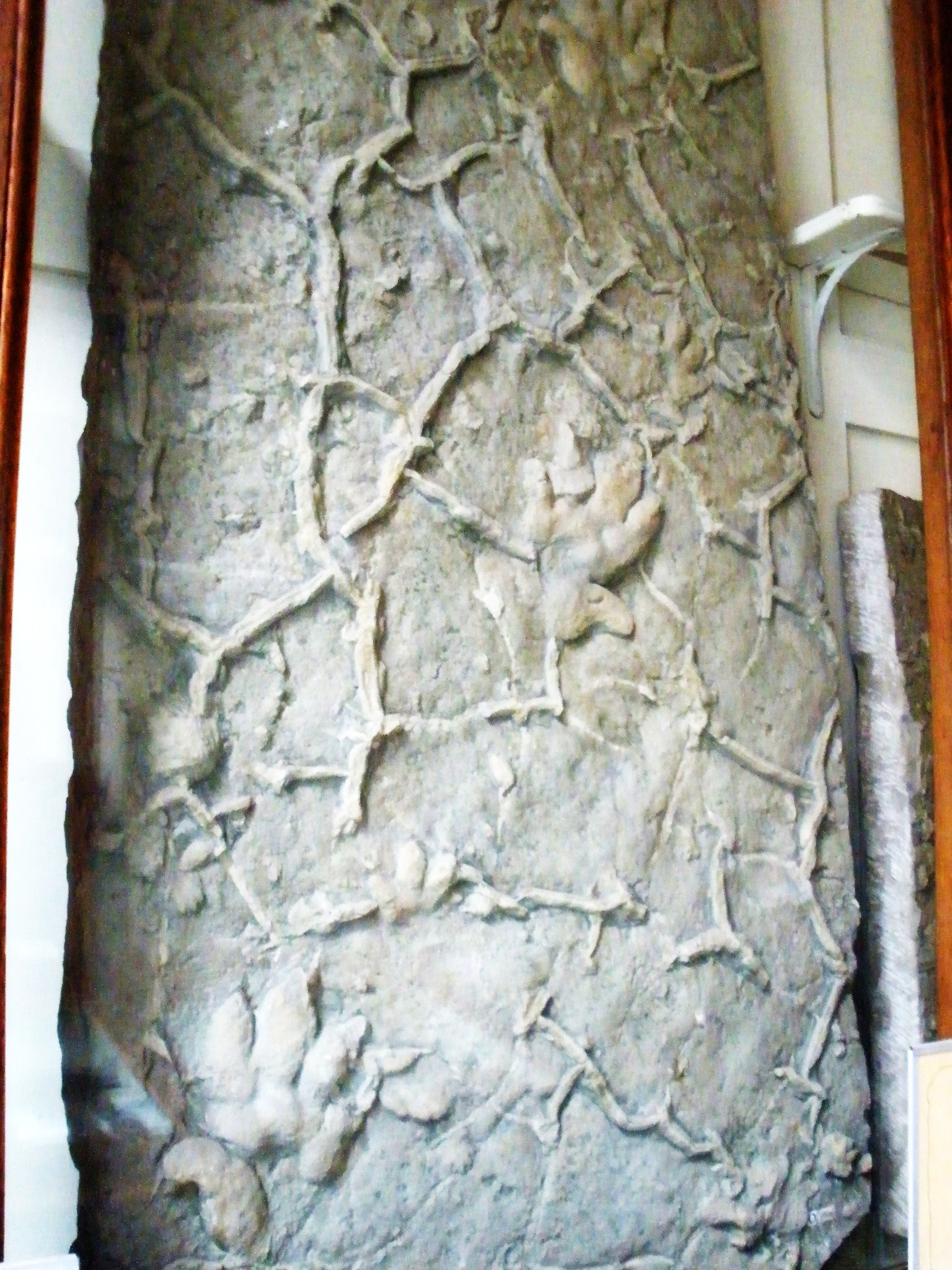
Chirotherium barthii
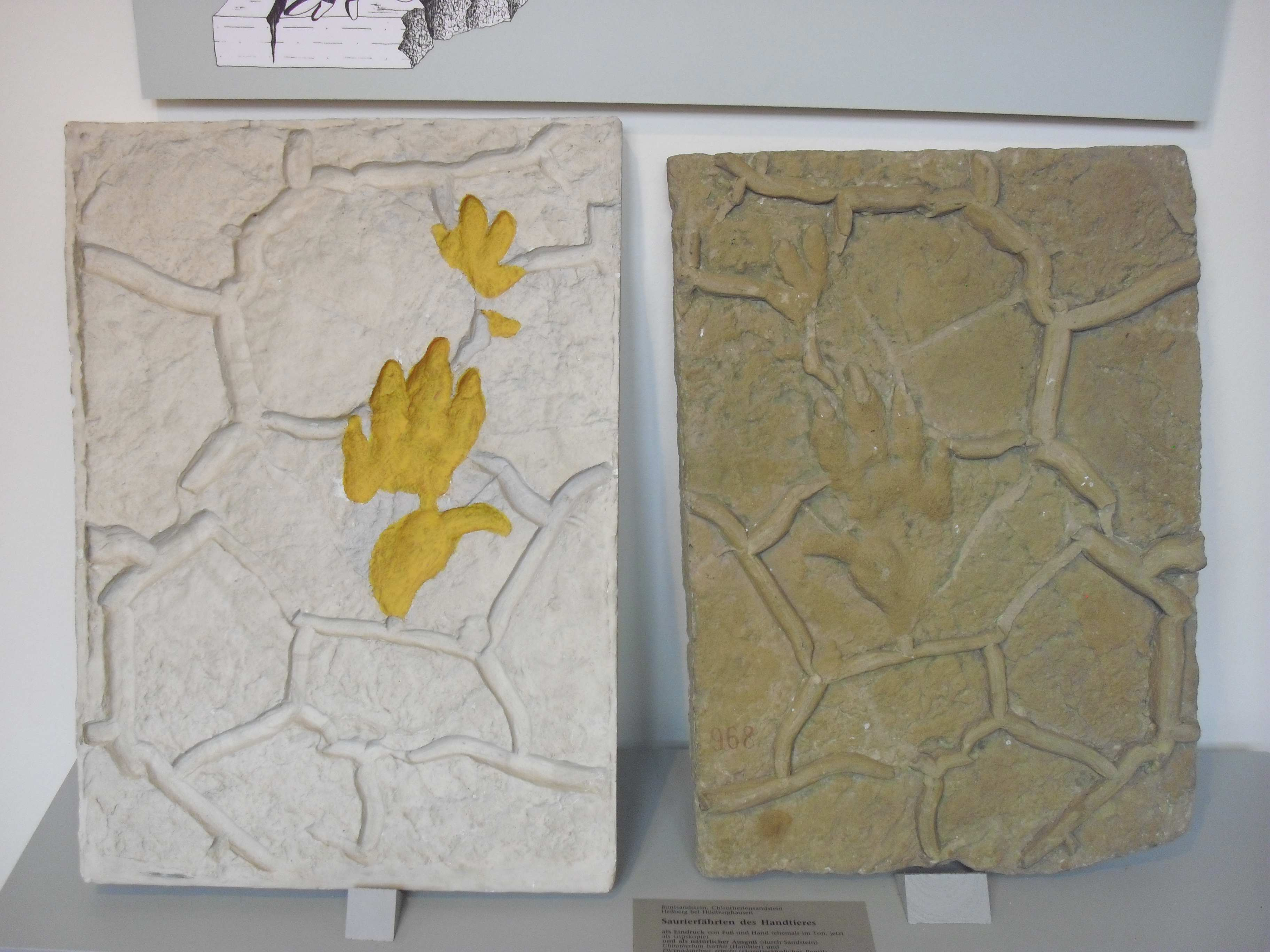
砂岩に残ったキロテリウムと石膏型
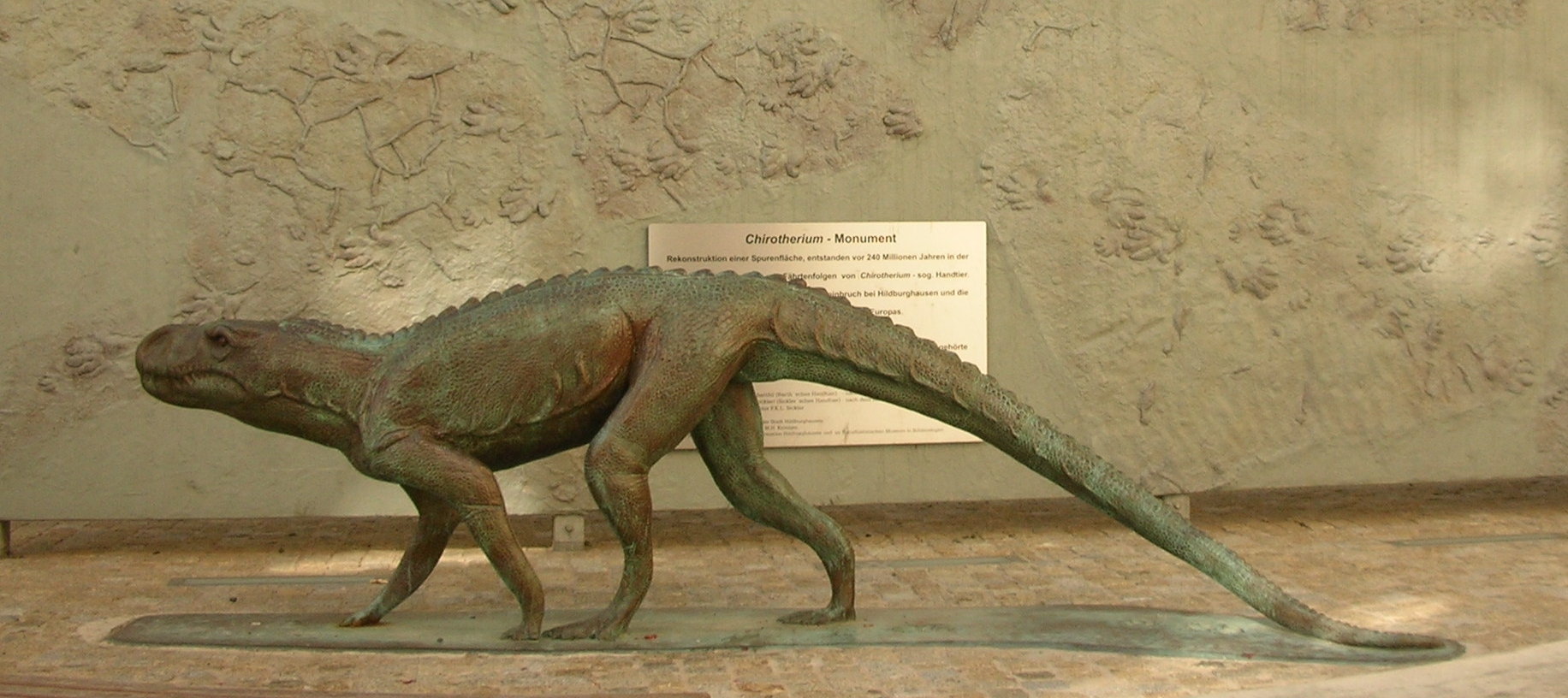
ヒルトブルクハウゼンのキロテリウムの模型